# Коньер
Конье́р (фр. Cognières) — коммуна во Франции, находится в регионе Франш-Конте. Департамент — Верхняя Сона. Входит в состав кантона Монбозон. Округ коммуны — Везуль.
Код INSEE коммуны — 70159.

## География
Коммуна расположена приблизительно в 330 км к юго-востоку от Парижа, в 35 км северо-восточнее Безансона, в 18 км к юго-востоку от Везуля.

## Население
Население коммуны на 2010 год составляло 97 человек.
| 1962 | 1968 | 1975 | 1982 | 1990 | 1999 | 2010 |
| ---- | ---- | ---- | ---- | ---- | ---- | ---- |
| 127  | 111  | 96   | 81   | 102  | 86   | 97   |

## Экономика

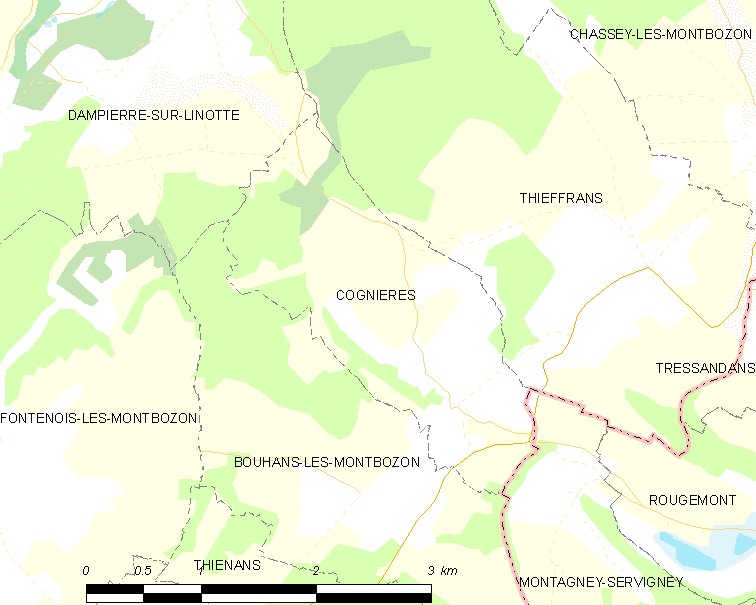
Карта коммуны

В 2010 году среди 67 человек трудоспособного возраста (15—64 лет) 48 были экономически активными, 19 — неактивными (показатель активности — 71,6 %, в 1999 году было 71,2 %). Из 48 активных жителей работали 42 человека (20 мужчин и 22 женщины), безработных было 6 (4 мужчины и 2 женщины). Среди 19 неактивных 5 человек были учениками или студентами, 12 — пенсионерами, 2 были неактивными по другим причинам.